# سیم‌بان

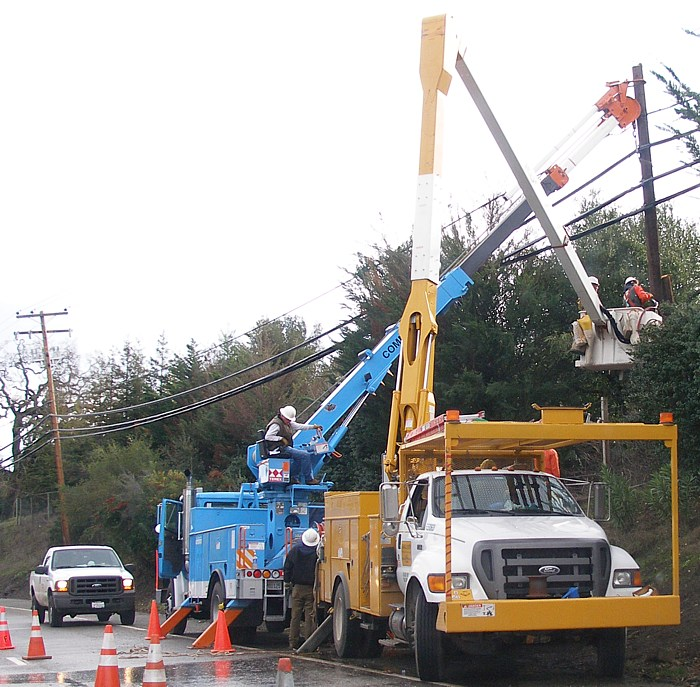
سیم‌بانان درحال‌تعمیرِ خطوط توزیع برق که برق منازل را تأمین می‌کنند

یک سیم‌بان یا خط‌بان، خط‌نگهدار، مأمور خط برق (PLT)، یا کارگر خط برق تأسیسات انتقال و توزیع برق را که انرژی الکتریکی را به مؤسسات صنعتی، تجاری و مسکونی می‌رساند، ساخته و نگهداری می‌کند. یک سیم‌بان، خطوط برق را در صورت رعد و برق، باد، طوفان یخ (به انگلیسی: ice storm) یا اختلال در زمین نصب، سرویس و تعمیر اضطراری می‌کند. درحالی که سیم‌بان معمولاً در تأسیسات در فضای باز کار می‌کنند، کسانی که سیم‌کشی برق را در داخل ساختمان نصب و نگهداری می‌کنند، برق‌کار هستند.

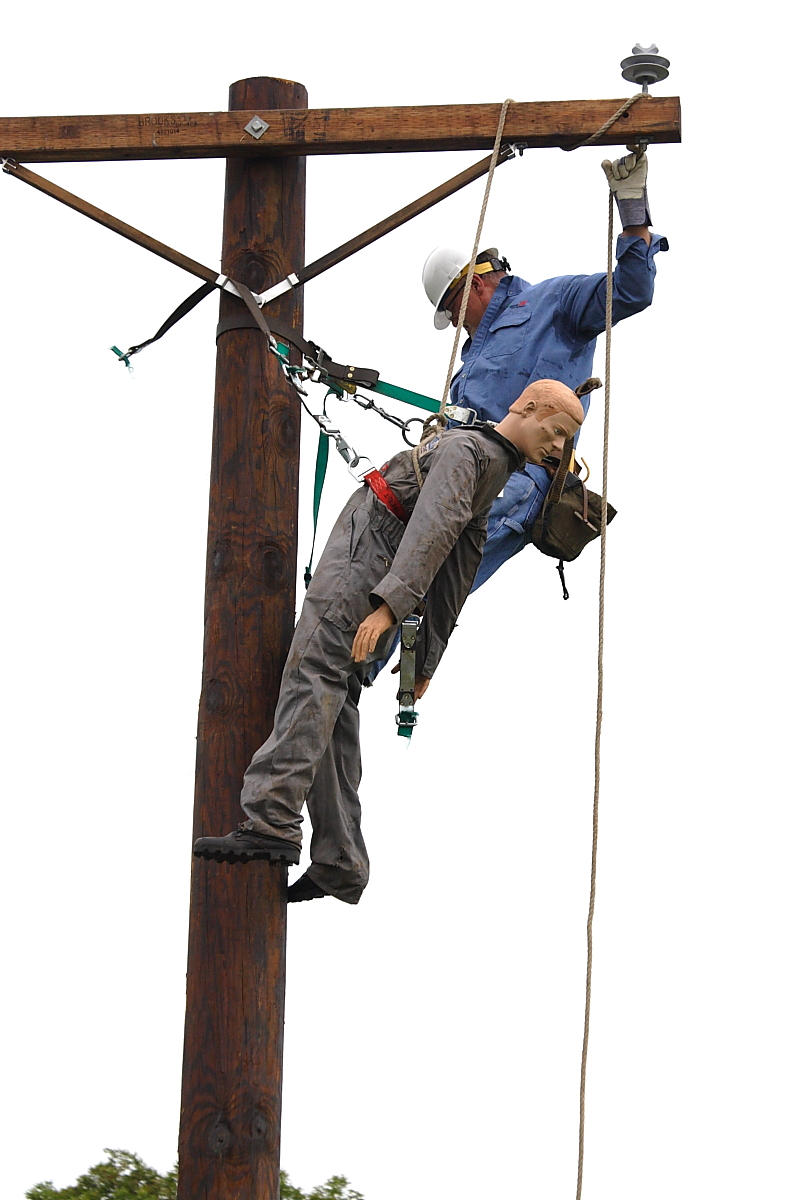
سیم‌بان امرن درحال تمرین نجات با تیر برق است